# ترك العش
مغادرة العش أو الانتقال يشير إلى فكرة ترك الشباب وخروجهم من أماكن الإقامة التي يوفرها لهم اولياء الأمر، الوالدين أو الوالدين البديلين. يمكن أن تكون هذه الخطوة مدفوعة بعوامل مختلفة، بما في ذلك الرغبة في الاستقلال واكتشاف مواقع أكثر حيوية و / أو عملية.
العمر الذي ينتقل فيه الشباب من أماكن إقامتهم السابقة أخذ بالارتفاع منذ مطلع القرن الحادي والعشرين. تنظر بعض الثقافات إلى ترك العش على أنه أحد المعالم الرئيسية في الانتقال من مرحلة المراهقة أو المراهقة إلى أن تصبح بالغًا إلى جانب الحصول على عمل والزواج.
في بعض الحضارات، بالأخص حضارات الشرق الأوسط، من الغير مقبول اجتماعياً ان تنتقل المرأة أو الفتاة لتعيش وحدها خارج ترتيب الزواج.
اقترح بعض الباحثين ان التأخير في ترك العش قد يتسبب في انخفاض النشاط الجنسي.